# 第四届澳门国际电影节
第四届澳门国际电影节（英語：4th Macau International Movie Festival）于2019年12月5日到10日在澳门澳门文化中心举行。本次评委会主要成员是：陳可辛、艾秋興(Ellen Eliasoph)、印尼女演員Dian Sastrowardoyo、緬甸裔導演趙德胤、英國演員Tom Cullen。《任我馳聘任我飛》勝出國際競賽單元–最佳電影。

## 提名和得奖
| 最佳故事片 - 《暴走妈妈》 - 《乐翻天》 - 《做次有钱人》 - 《孝行天下》 - 《铁人王进喜》                     | 最佳导演 - 叶怀军《孝行天下》 - 石磊《一夜成名》 - 王岳伦《乐翻天》 - 郑真《蓝调海之恋》 - 高博《暴走妈妈》   |
| 最佳男主角 - 喻恩泰《做次有钱人》 - 郭涛《百万巨鳄》 - 张志忠《铁人王进喜》 - 姜武《乐翻天》 - 冯雷《四戒》 | 最佳女主角 - 徐熙媛《百万巨鳄》 - 邰丽华《我的梦》 - 黄圣依《一夜成名》 - 宁静《乐翻天》 - 周秀娜《冷瞳》     |
| 最佳男配角 - 那威《一夜成名》 - 苏有朋《三个未婚妈妈》 - 刘桦《四戒》 - 维塔斯《一夜成名》                  | 最佳女配角 - 梁咏琪《四季人生》 - 卡门·玛索拉《一夜成名》 - 居文沛《少年邓恩铭》 - 斯琴高娃《杨光的快乐生活》 |
| 最佳编剧 - 马代山《铁人王进喜》 - 刘奕含《当流星划过天际》 - 何文超《甜蜜18岁》 - 王子辰《签手》            | 最佳纪录片 - 《浮村》 - 《福行之旅》 - 《音乐之旅》 - 《我的梦》                                              |
| 最佳摄影 - 空缺 - 龙申松、陈友良《三个未婚妈妈》 - 尚志强《蓝调海之恋》 - 周文操《山水驿站》                | 最佳电影特效 - 空缺 - 《一夜成名》 - 《危机公关》 - 《冷瞳》 - 《百万巨鳄》                                   |
| 优秀影片 - 《铁人王进喜》                                                                                   | 优秀新人 - 魏一《杨光的快乐生活》                                                                             |
| 新锐导演 - 高博《暴走妈妈》                                                                                 | 金莲花组委会大奖 - 《我的梦》                                                                                 |
| 中国电影杰出贡献奖 - 葛优                                                                                   | 华语电影杰出贡献奖 - 张艺谋                                                                                   |
| 杰出电影教育贡献奖 - 张会军                                                                                 | |